# جان رایان (شناگر)
جان رایان (انگلیسی: John Ryan؛ زادهٔ ۲۳ فوریهٔ ۱۹۴۴) شناگر اهل استرالیا بود.
وی در مسابقات کشوری و بین‌المللی در مجموع برندهٔ ۱ مدال طلا، ۱ مدال برنز شده‌است.